# Kondorfa
Kondorfa (németül: Kradendorf, szlovénül: Kradanovci) község Vas vármegye Szentgotthárdi járásában.

## Fekvése
A falu a Vendvidék mellett, az Őrségben, Őriszentpétertől 8 kilométerre északra fekszik a 7453-as út mentén, a Lugos-patak völgyében, erdőktől körülvéve; közigazgatási területét érinti a szalafői országút (a 7455-ös út) is. Főbb részei Alvég, Fővég és a Hegy. A falu hagyományai, építészete, kultúrája, nyelvjárása, a környező erdők, mezők, patakok, csurgók, továbbá ezek élővilága, flórája és vadállománya az Őrségi Nemzeti Park szerves részét képezi.

## Története
1350-ben Gardunfolua néven említik. Neve eredetileg a német Krottendorf helynévből származik, mai alakja magyar hozzáigazítás. A középkorban a szentgotthárdi ciszterci apátság birtoka volt.
A településnek valószínűleg már 1540 körül volt iskolája. Lakói a 16. században református hitre tértek. Ekkor a falunak még csak fatemploma volt. Az 1599-1601-ben készült adóösszeírás szerint református lelkésze volt. 1664-ben a szentgotthárdi csata után a török pusztítások elől nagyszámú lakosság menekült ide, akik a falu déli részén fekvő Bucsa-hegyen telepedtek le.
Vályi András szerint "KONDORFA. Krottendorf. Kraedonoszte. Elegyes falu Vas Várm. földes Ura a’ Sz. Gothárdi Ciszterczita Szerzetbéli Atyák, lakosai katolikusok, fekszik Őri Szent Péterhez közel, mellynek filiája, határja is hozzá hasonlító."
Fényes Elek szerint "Kondorfa, magyar falu, Vas vmegyében, Szentgothárdhoz délre 2 órányira: 450 kath., 120 ref. lak., hegyes közép termékenységü határral."
Vas vármegye monográfiája szerint "Kondorfa, nagy magyar község, 202 házzal és 1063 lakossal. Postája Őri-Szt.-Péter, távírója Csákány. Kath. temploma 1840-ben épűlt. Lakosai épűlet- és tűzifával élénk kereskedést űznek."

## Közélete

### Polgármesterei
- 1990–1994: Balázs László (független)[6]
- 1994–1998: Balázs László (független)[7]
- 1998–2002: Balázs László (független)[8]
- 2002–2003: Balázs László (független)[9]
- 2003–2006: Takács Róbert (független)[10]
- 2006–2010: Balázs László (független)[11]
- 2010–2014: Takács Róbert (Fidesz–KDNP)[12]
- 2014–2019: Takács Róbert (Fidesz–KDNP)[13]
- 2019–2022: Gaál Ferenc (független)[14]
- 2022–2024: Takács Róbert (független)[15]
- 2024– : Takács Róbert (független)[1]

A településen 2003. május 11-én időközi polgármester-választást tartottak, az előző polgármester lemondása miatt.
2022. július 17-én ugyancsak időközi polgármester-választást (és képviselő-testületi választást) kellett tartani a községben, ezúttal azért, mert a korábbi képviselő-testület 2020. október 9-én feloszlatta magát. A választást eredetileg még 2021. január 17-ére írták ki, de abban az időpontban már nem lehetett megtartani, a koronavírus-járvány kapcsán elrendelt korlátozások miatt, és új időpontot sem lehetett kitűzni azok feloldásáig. A választáson a hivatalban lévő polgármester is elindult, de alulmaradt egyetlen kihívójával, hivatali elődjével szemben.

## Népesség
A település népességének változása:
| Lakosok száma | 514  | 506  | 498  | 502  | 492  | 494  | 483  |
|               | 2013 | 2014 | 2015 | 2021 | 2022 | 2023 | 2024 |

A 2011-es népszámlálás során a lakosok 96,1%-a magyarnak, 1,9% németnek, 0,8% szlovénnek mondta magát (3,5% nem nyilatkozott; a kettős identitások miatt a végösszeg nagyobb lehet 100%-nál). A vallási megoszlás a következő volt: római katolikus 87%, református 3,1%, evangélikus 1%, felekezet nélküli 3,1% (5,6% nem nyilatkozott).
2022-ben a lakosság 92,9%-a vallotta magát magyarnak, 1,8% németnek, 0,8% szlovénnek, 0,6% cigánynak, 0,2% bolgárnak, 0,2% horvátnak, 0,2% szerbnek, 0,6% egyéb, nem hazai nemzetiségűnek (6,7% nem nyilatkozott; a kettős identitások miatt a végösszeg nagyobb lehet 100%-nál). Vallásuk szerint 54,5% volt római katolikus, 3,3% református, 0,6% evangélikus, 0,6% egyéb keresztény, 7,1% felekezeten kívüli (33,5% nem válaszolt).

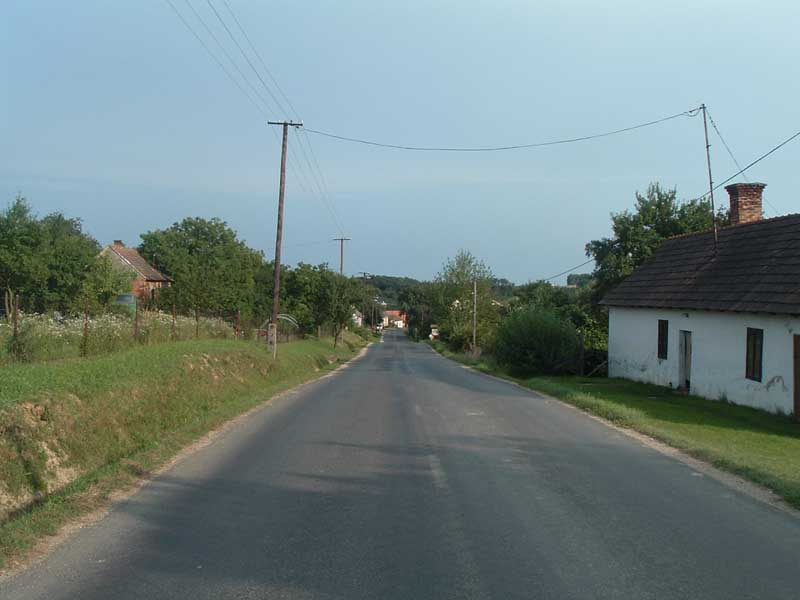
Kondorfai utcarészlet

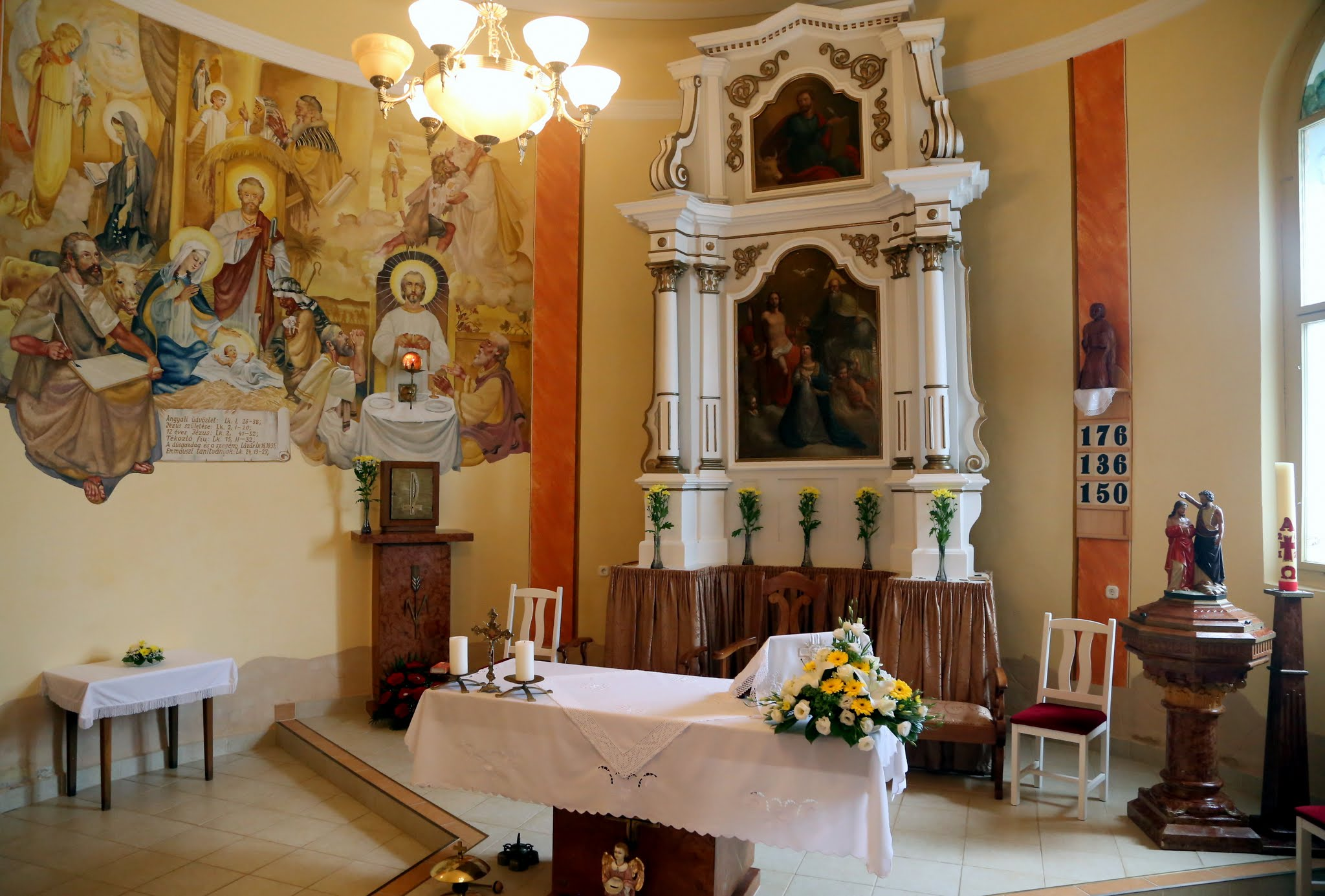
A római katolikus templom szentélye

## Nevezetességei
- Római katolikus temploma 1850-ben épült Szent Lukács tiszteletére. A templomot az 1990-es évek elején renoválták.
- A falu régi iskoláját 1993-ban a szentendrei skanzenban állították fel újra.
- A falunak gazdag népi hagyományai vannak.
- Bölényrezervátum (nem látogatható).